# 約翰·帕克 (上尉)

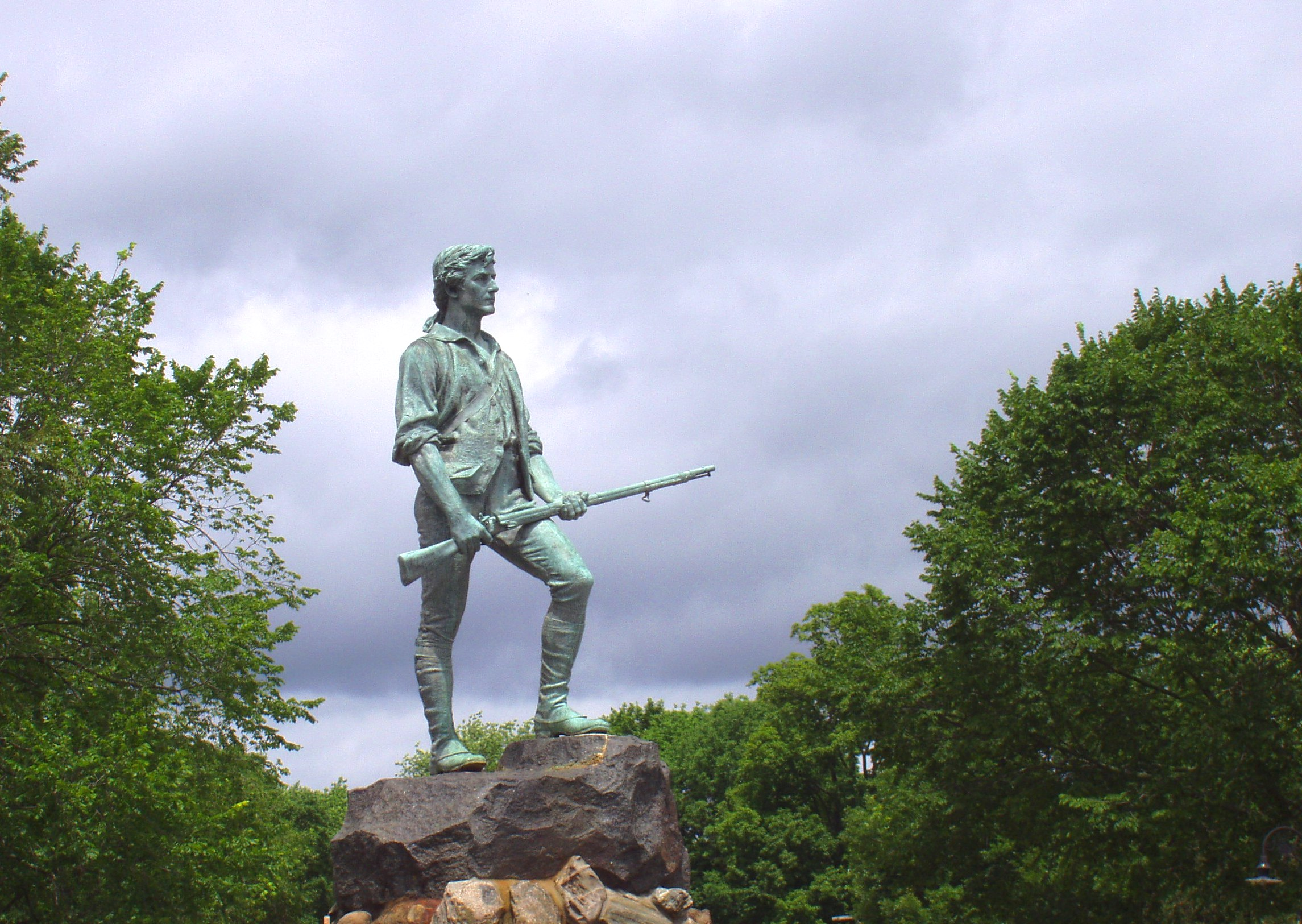
約翰·帕克紀念雕像

约翰·帕克（John Parker，1729年7月13日—1775年9月17日）是一名英国农夫、技工和士兵，在1775年4月19日的列克星敦和康科德战役中担任列克星敦民兵指挥官。